# عبد الجليلو
عبد ال جليلو (بالإنجليزية: Abdul Jalilu)‏ هو لاعب كرة قدم غاني، ولد في 10 يونيو 2000.